# Güray Vural
Güray Vural, né le 11 juin 1988 à Afyonkarahisar en Turquie, est un footballeur international turc, qui évolue au poste d'arrière gauche à Antalyaspor.

## Biographie

### En club
Güray Vural joue plus de 200 matchs en première division turque, principalement avec les clubs de Denizlispor et de l'Akhisar Belediyespor.
Il participe à la phase de groupe de la Ligue Europa lors de la saison 2018-2019 avec l'équipe d'Akhisarspor. Son bilan dans cette compétition est catastrophique avec un total de cinq défaites.

### En équipe nationale
Avec les espoirs, il inscrit un but contre le Danemark en mars 2009.
Le 13 octobre 2014, il figure pour la première fois sur le banc des remplaçants de l'équipe nationale A, lors d'une rencontre face à la Lettonie (score : 1-1, éliminatoires de l'Euro 2016).
Il joue finalement son premier match en équipe de Turquie le 27 mars 2017, en amical contre la Moldavie (victoire 3-1 à Eskişehir).